# IMAM Ro.37
Die IMAM Ro.37 war ein Aufklärungsflugzeug des italienischen Flugzeugherstellers IMAM. Der untere Flügel des Doppeldeckers wies eine deutlich geringere Spannweite als der obere Flügel auf.

## Geschichte
Die Entwicklung und Fertigung dieses Flugzeuges begann 1933. Die Maschine wurde in Holz-Metall-Gemischtbauweise hergestellt. Das Spornrad-Fahrwerk war nicht einziehbar. Die Hauptfahrwerksräder waren aerodynamisch verkleidet. Der Grundentwurf sah als Antriebsquelle einen 600 PS starken Fiat-V-Motor – den Fiat A.30 RA – vor. Insgesamt war man mit dem Antrieb jedoch nicht zufrieden, und so wurde nach 160 Maschinen die Produktion eingestellt.
Um die Leistung in Bodennähe zu verbessern, wurden 9-Zylinder-Sternmotoren der Typen Piaggio P.IX RC.40 oder Piaggio P.XR RC.40 mit 412 respektive 515 kW eingesetzt. Nach weiteren Detailverbesserungen erhielt der Typ die Bezeichnung Ro.37bis. Mit dieser Ausführung war das Ende der Entwicklung dieses Typs erreicht, es wurden hiervon nochmals 475 Maschinen hergestellt. Insgesamt wurden von der Ro.37 und der Ro.37bis etwa 620 Maschinen gebaut.
Die Maschinen wurden auch exportiert. Kunden waren Ungarn, Afghanistan und einige Länder in Süd- und Mittelamerika, darunter Ecuador.

## Nutzung
Die Maschinen wurden zunächst im spanischen Bürgerkrieg eingesetzt und spielten auch im Zweiten Weltkrieg eine gewisse Rolle, insbesondere in Nordafrika, an der Ostfront und auf dem Balkan. Später wurden sie hauptsächlich als Verbindungs- und Ambulanzflugzeuge eingesetzt und aus dem Frontdienst zurückgezogen. Zur Zeit der italienischen Kapitulation war keine Ro 37 mehr in aktiven Verbänden eingesetzt.

## Militärische Nutzer
- Afghanistan: 16 Ro.37bis von 1937 bis 1941
- Ecuador: 10 Ro.37bis von 1937 bis 1941
- Königreich Italien: Regia Aeronautica
- Österreich: Bundesheer, 8 Ro.37bis von 1937 bis 1938
- Spanien: 68 Ro.37bis von 1936 bis 1945
- Ungarn: 14 Ro.37bis von 1939 bis 1941
- Uruguay: 6 Ro.37bis von 1937 bis 1945

## Technische Daten

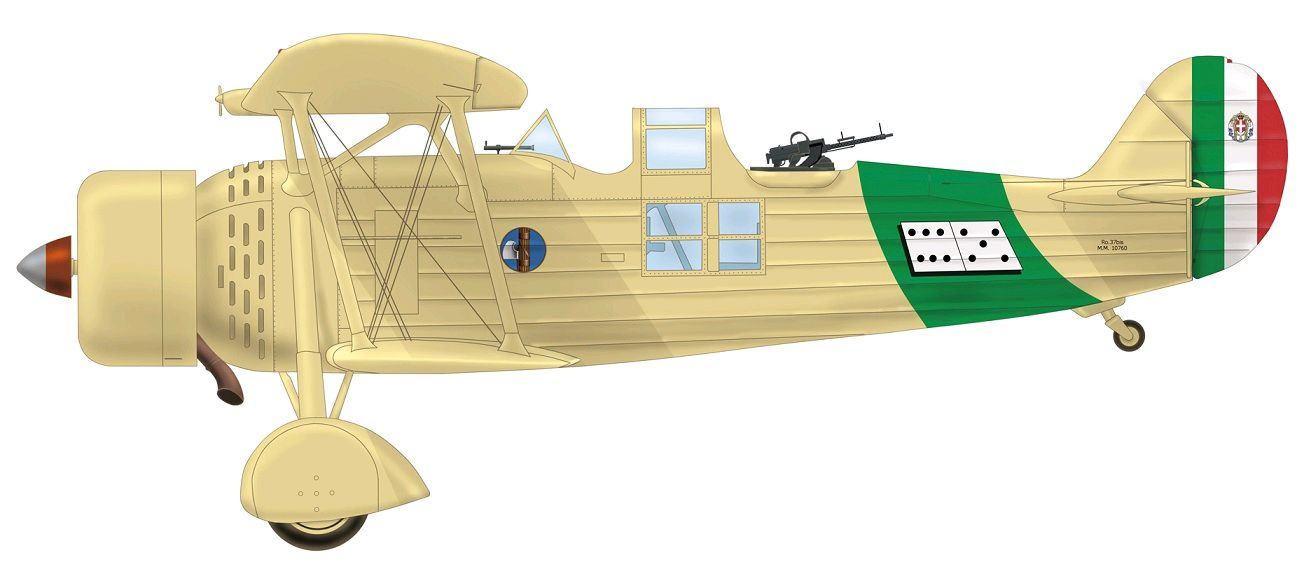
IMAM Ro.37 der 105 Squadriglia

| Kenngröße             | Daten |
| --------------------- | --- |
| Besatzung             | 2 |
| Länge                 | 8,56 m |
| Spannweite            | 11,08 m |
| Höhe                  | 3,15 m |
| Flügelfläche          | 35,15 m² |
| Leermasse             | 1587 kg |
| Startmasse            | 2420 kg |
| Höchstgeschwindigkeit | 330 km/h in 4500 m Höhe                                                                                              |
| Dienstgipfelhöhe      | 7200 m |
| Reichweite            | 1120 km |
| Triebwerk             | ein Piaggio P.IX RC.40 mit 618 PS (455 kW)                                                                           |
| Bewaffnung            | 2 nach vorne gerichtete MG Kaliber 7,7 mm, ein MG auf Lafette, vom Beobachter zu bedienen, Bombenzuladung bis 180 kg |

## Erhaltene Flugzeuge

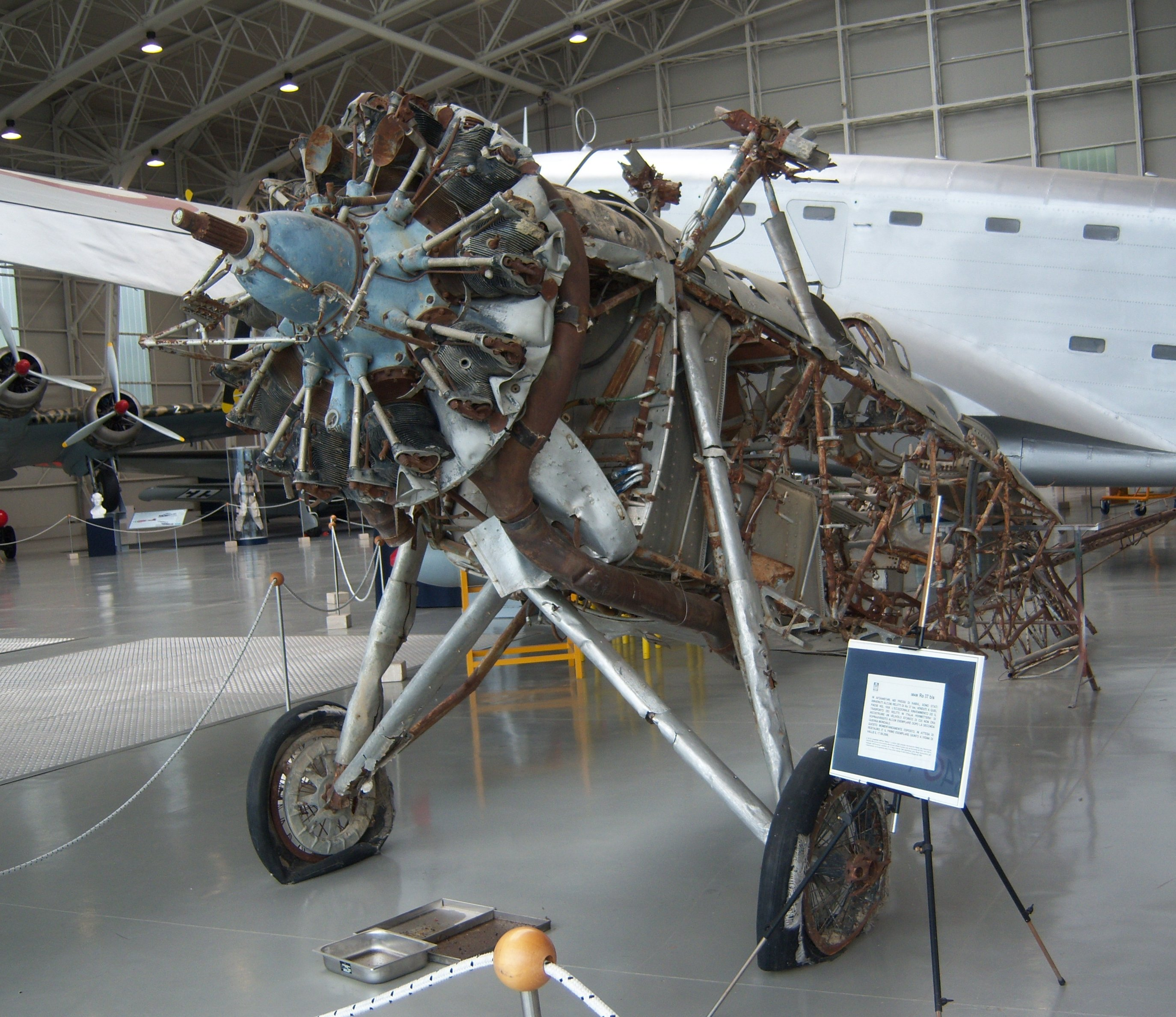
IMAM Ro.37 vor der Restaurierung im Juni 2009

Ein Flugzeug befindet sich im italienischen Luftfahrtmuseum Vigna di Valle.